# Tarbijakaitse ja Tehnilise Järelevalve Amet
L'agence de protection des consommateurs et de contrôle technique (en estonien : Tarbijakaitse ja Tehnilise Järelevalve Amet, sigle TTJA) est une agence gouvernementale , basée à Tallinn en Estonie.

## Présentation
L'agence dépendant du Ministère des affaires économiques et des communications a été créée en 2019 en fusionnant la Commission de protection des consommateurs et de la Commission de contrôle technique .  
À partir du 1er juin 2022, Kristi Talving en est la directrice générale.